# القوة الثالثة (إيران)
القوة الثالثة (بالفارسية: نیروی سوم) كانت حركة سياسية غير منحازة  منظمة بشكل فضفاض  في إيران ودعت إلى فلسفة تنمية قومية اشتراكية مستقلة. على الرغم من أنها ليس حزبًا حديثًا، فقد حافظت على التنظيم داخل النشطاء والصحافة. لم تصبح الحركة حزبًا مهمًا، إلا أنه كان لها تأثير هائل على النضال الديمقراطي الإيراني بعد الانقلاب الإيراني عام 1953.
تأسست المجموعة في عام 1948 على أنها انفصال عن حزب توده الشيوعي الإيراني، عندما رفضوا موقف الحزب الستاليني والمؤيد للسوفيت بشأن امتياز النفط لصالح الاشتراكية الديمقراطية والماركسية الوسطية، ودعموا حركة تأميم صناعة النفط الإيرانية. دعموا الجبهة الوطنية وفي عام 1951، انضموا إلى حزب الكادحين الاشتراكي، بقيادة مظفر باقائي. انفصلت القوة الثالثة عن الحزب في أكتوبر 1952 بعد أن تمركزت ضد حكومة مصدق.
وبحسب الزعيم خليل المالكي، عملت المجموعة من خلال مبدأين أساسيين، كونها "القوة الثالثة بشكل عام"، أي اتباع مسار مستقل عن الكتل الغربية والشرقية. و "القوة الثالثة على وجه الخصوص"، أي تطبيق الطريقة الثالثة في الظروف المحلية.
في عام 1960، تم دمجها في رابطة الاشتراكيين الإيرانيين للحركة الوطنية الإيرانية.